# Municipio de Jackson (condado de Allen, Ohio)
El municipio de Jackson (en inglés: Jackson Township) es un municipio ubicado en el condado de Allen en el estado estadounidense de Ohio. En el año 2010 tenía una población de 3056 habitantes y una densidad poblacional de 32,75 personas por km².

## Geografía
El municipio de Jackson se encuentra ubicado en las coordenadas 40°46′52″N 83°55′14″O / 40.78111, -83.92056. Según la Oficina del Censo de los Estados Unidos, el municipio tiene una superficie total de 93.31 km², de la cual 92,51 km² corresponden a tierra firme y (0,86 %) 0,81 km² es agua.

## Demografía
Según el censo de 2010, había 3056 personas residiendo en el municipio de Jackson. La densidad de población era de 32,75 hab./km². De los 3056 habitantes, el municipio de Jackson estaba compuesto por el 98,27 % blancos, el 0,59 % eran afroamericanos, el 0,13 % eran amerindios, el 0,26 % eran asiáticos, el 0,23 % eran de otras razas y el 0,52 % eran de una mezcla de razas. Del total de la población el 1,31 % eran hispanos o latinos de cualquier raza.